# Hébreu samaritain
Pour les articles homonymes, voir Hébreu (homonymie).
Ne doit pas être confondu avec Araméen samaritain.
L’hébreu samaritain est une variante de l'hébreu biblique encore utilisée et écrite par les Samaritains.
L'hébreu samaritain est aujourd'hui seulement une langue liturgique, et n'est pas utilisée comme langue vernaculaire. Les samaritains de Holon parlent l'hébreu moderne, et les samaritains de Naplouse parlent l'arabe palestinien.
L'hébreu samaritain s'écrit avec un dérivé de l'alphabet phénicien, l'ancien alphabet paléo-hébraïque abandonné par les Juifs dans l'antiquité.